# Martin Wagner (Tiermediziner)
Martin Wagner (* 21. Juli 1962 in Steyregg) ist ein österreichischer Tiermediziner und Hochschullehrer.

## Werdegang
Martin Wagner studierte von 1981 bis 1991 Veterinärmedizin in Wien und spezialisierte sich auf das Fach Lebensmittelmikrobiologie. Nach Forschungsaufenthalten an der Universität Würzburg und der Universität Complutense Madrid (Schrödingerstipendium des FWF – Österreichischer Wissenschaftsfonds) wurde er 2008 als Professor für Molekulare Lebensmittelmikrobiologie an die Veterinärmedizinische Universität Wien gerufen. Er leitet derzeit das Zentrum für Lebensmittelsicherheit und Öffentliches Veterinärwesen an der Veterinärmedizinischen Universität. Er gründete 2017 das COMET-Kompetenzzentrum für Lebensmittelsicherheit (FFoQSI) in Tulln, dem er bis heute als wissenschaftlicher Leiter vorsteht.

## Wirken
Wagner ist auf Erreger spezialisiert, die als Lebensmittelkontaminaten beim Menschen meist Infektionen des Verdauungstrakts auslösen. Besonders widmet er sich der Erforschung der lebensmittelhygienischen Aspekte der Listeriose. Ziel der Forschung ist es, neue Wege zur Unterbrechung des Erregerübertrags zu finden. Wagner und sein Team beschäftigen sich vor allem mit Überlebensstrategien des Erregers im Betriebsumfeld. Seine Arbeit veröffentlichte er in 300 wissenschaftlichen Publikationen, auch in Journalen wie Nature Microbiology, Nature Medicine,  Nature Science of Food und Cell.
Wagner ist Mitglied mehrerer wissenschaftlicher Organisationen, so der Österreichischen Gesellschaft für Hygiene, Mikrobiologie und Präventivmedizin und der Gesellschaft für Molekulare Biotechnologie.
Seine Arbeit wurde mehrfach prämiert, unter anderem bekam er 2019 den Wissenschaftspreis des Landes Niederösterreich (Würdigungspreis) verliehen. Wagner wurde 2016 auch zum österreichischen Wissenschafter des Jahres nominiert.